# Caxito
Caxito je grad na zapadu Angole, 50 km od Luande i 30 km od Atlantskog oceana. Glavni je grad provincije Bengo.
Prema procjeni iz 2010. godine, Caxito je imao 12.055 stanovnika.